# Robert Sené
Robert Séné est un résistant, homme politique français et directeur de journal, né le 3 août 1907 et décédé le 18 mars 1998.

## Biographie
Pendant la Seconde Guerre mondiale, Séné crée avec Robert Belleil, Arnaud Bisson, et Jean Minasse l'un des premiers groupes de résistance à Beauvais qui se rattache dès la fin 1941 à l'Organisation civile et militaire.
Il est élu maire de Beauvais en 1947 puis sénateur de l'Oise en 1948 et 1955. Il démissionne de son mandat de sénateur le 14 février 1957 et est remplacé au poste de sénateur de l'Oise par Marcel Dassault. En juin 1956, il se présente à une élection législative partielle, obtenant 21% au 1e tour, derrière Robert Hersant et le candidat communiste (il ne se présente pas au second tour).
Robert Séné crée le journal L'Oise libérée le 1er septembre 1944 et le dirige jusqu'à son rachat par Marcel Dassault le 29 novembre 1956.
Il meurt en mars 1998 et est enterré au cimetière général de Beauvais.